# Die angefahrenen Schulkinder
Die angefahrenen Schulkinder sind eine deutschsprachige Comedy-Show aus Osnabrück. Die Künstler produzieren seit 1982 Live-Shows, Theaterstücke, Filme und Tonträger.

## Geschichte
Gegründet wurde die Gruppe im Jahr 1982; die ersten Auftritte und Tourneen, damals noch mit Standschlagzeug und fünfstimmigem Bläsersatz, etablierten die Schulkinder in der studentischen und alternativen Szene. Auftritte im Fernsehen, z. B. bei Boulevard Bio, Viva oder Sabine Christiansen und im Theater, Oper und Schauspiel machten die Gruppe und ihre Mitglieder auch einem breiteren Publikum bekannt. Von 1987 bis 1989 gab es diverse Wechsel in der Besetzung. Einige der Mitglieder gründeten neue Formationen wie die deutsch-amerikanische Rock-Bluesband „Cliff Barnes and the Fear of Winning“, verfolgten Solokarrieren oder stiegen z. B. bei Phillip Boa and the Voodooclub, Tito & Tarantula oder Prince of the Blood ein. Aus der ehemals neunköpfigen Band entstand die bis heute erhaltene Formation um die Granada-Brüder, den Keyboarder Dr. Ignatz Ignaz und ihren Sänger Heaven Schulkinder. Die Band wirkte bei vielen Musik-, Film-, Festival- und Theaterproduktionen mit.
Am 6. Juni 2008 wurde ihr erstes Musical Die Prinzessin mit dem Glied im Theater Osnabrück mit den „Schulkindern“ unter der Regie von Jens Poth welturaufgeführt. Im Februar 2010 führten die Schulkinder in Zusammenarbeit mit Tine Schoch erstmals ihr zweites großes Bühnenwerk Guggurutz und Kokain auf. Neben den Schulkindern arbeiten die Bandmitglieder auch mit anderen Künstler zusammen, u. a. Jo Granada mit der deutsch-japanischen Sängerin Viviane Kudo und Dr. Ignatz Ignaz mit dem Schlagersänger Christian Steiffen und mit „Hardon and the Church of Elvis“.

## Kontroversen
Bekannt wurde die Gruppe wegen ihres Liedes I Wanna Make Love to Steffi Graf, gegen das eine Unterlassungsklage eingereicht wurde. Es unterliegt nach einem Urteil des Amtsgericht Hannover vom 28. September 1992 bundesweit einem Verbreitungsverbot und darf nicht mehr verkauft werden. Die „Schulkinder“ unterlagen in 3. Instanz vor dem Bundesgerichtshof und mussten Schadensersatz in Höhe von 60.000 DM zahlen, zu der Zeit der höchste jemals in der Bundesrepublik im Zusammenhang mit einer Persönlichkeitsrechtsverletzung verhängte Betrag.
Für weitere Kontroversen sorgten ein Tötet-Onkel-Dittmeyer-Aktionsshirt und die dazu veröffentlichte Maxi-Single und eine Parodie auf Peter Maffay und die richtige Verwendung von Kondomen (Single Konny Mc Love). Die diesbezüglichen Verfahren wurden jedoch eingestellt und der satirische Inhalt juristisch gewürdigt.
Eine Parodie der Sesamstraße-Figuren Samson, Tiffy und Lilo im Sketch Das verwichste Schnuffeltuch stellte laut Terrorverlag.com „so etwas wie Sesamstraße für Erwachsene“ dar.

## Diskografie
Die angefahrenen Schulkinder veröffentlichen seit 1983 alle Werke im Verlag und Label Pogo Pop Musik.

### Singles und Maxis
- Telefonterror, 1983
- Konny Mc Love, 1984
- Aussiedlerjunge, 1990
- Tötet Onkel Dittmeyer, 1991
- Liebe ist möglich, 1994

### Alben
- Heaven sings X-mas, LP 1987 & CD 1991
- Osnabrück, CD 1992
- Konfirmiert, CD 1993
- Alles nur Show, CD 1994
- 15 Jahre Schräg, CD 1997
- Gulasch, CD 1999
- Jazz ist keine gute Fickmusik, CD 2001
- Die Prinzessin mit dem Glied, CD 2003
- Heaven sings x-mas Vol 2, CD 2011
- Ein kleiner Penis ist keine Entschuldigung, CD 2015
- Osnabrücker Bützchen geht mit Zunge – Teil 1 der Osnabrücker Karnevalstrilogie, 2016
- Die grüne Ganz heisst Hans, Teil 2 der Osnabrücker Karnevalstrilogie, 2017
- Danke Mädchen, Teil 3 der Osnabrücker Karnevalstrilogie, 2017
- 41 (oder 42) Jahre, 2023

### Videos und Filme
- Heaven sings x-mas, 1987
- Morgen Kinder wird’s was geben, 1987
- Oh jesulein zart, 1987
- White x-mas, 1987
- Gliedstinkerlied, Video Clip, 1995
- Liebe ist möglich, Video Clip, 1995
- Auf Weihnachten, Film, 1996
- Jetzt noch lustiger – Live Show, 1998
- Die Schulkinderrolle – Die besten Kurzfilme der angefahrenen Schulkinder, Videofilm, 1999
- Eine unhaltbare Situation, Kurzfilm, 1999
- Moskau, Kurzfilm, 2000, Regie Reinhard Westendorf
- Jazz ist keine gute Fickmusik – Live, Video, 2001
- Girl from Ipanema – the Chinese version, Kurzfilm 2001
- Wir versaufen unserm Nachbarn sein klein Häuschen, Kurzfilm 8mm, 2001
- 21 Jahr Humor, Musik und gute Laune – Live Video, 2002
- Morgen kommt der Weihnachtsmann – Besser als Jesus, HD Film, 2011
- Die angefahrenen Schulkinder – Ein Jäger aus Kurpfalz, live in Tanzania, HD Film, 2011
- Heaven telefoniert mit George Michael, Video Clip, 2011
- Alle Jahre wieder, Video Clip, 2011
- Es ist ein Ros’ entsprungen, Video Clip, 2011
- Heaven sings X-mas vol. 2 – recording in the studio (Merry X-mas), 2011
- ein Weihnachtsgedicht, Video Clip, 1996/2011
- Guten Abend, gute Nacht, Musik-Kurzfilm, 2012, Regie: Heaven, Martin Schmeing, Manfred Pollert
- Feliz Navidad, Videoclip, Video Clip 2013, Regie: Heaven, Martin Schmeing, Manfred Pollert
- Der Spatz, Kurzfilm, 2013, Regie: Heaven, Martin Schmeing, Manfred Pollert
- UHU Clubdance, Tanzfilm, 2014, Regie: Jo Granada, Tine Schoch, Martin Schmeing, Heaven
- Ein kleiner Penis ist keine Entschuldigung, Regie: Heaven, 2015
- Osnabrücker Bützchen geht mit Zunge, Teil 1 der Osnabrücker Karnevalstrilogie, Regie: Heaven, Martin Schmeing, 2016
- Die grüne Ganz heisst Hans, Teil 2 der Osnabrücker Karnevalstrilogie, Regie: Heaven, Martin Schmeing, 2017
- Danke Mädchen, Teil 3 der Osnabrücker Karnevalstrilogie, Regie: Martin Schmeing, 2017
- Er ist wie Heidi Klum, Video Clip, 2023

### DVDs
- Live! – Kann man Spinat eigentlich aufwärmen? DVD 2004
- 21 Jahre Humor, Musik und gute Laune – Live-DVD 2005
- Eine unhaltbare Situation, DVD Kurzfilm, 2007
- Wieder Wurst zu Weihnachten, Live Show, DVD 2008
- Kamera läuft – DVD 2008
- Die Prinzessin mit dem Glied, DVD 2008
- Guggurutz und Kokain, DVD 2010
- destroy kill fuck, live DVD 2018

### Kompilationen
- Horse Aid, 1989, Happy Valley
- Life Is too Short for Boring Music, EFA 1995
- Kill Karneval Kill Kill, 2001, TUG Records

## Preise
- 1987: 1. Platz beim NDR Hörfest in Kiel.
- 1998: Prämiert von der Theaterwerkstatt Genf als „bestes unabhängiges Comedytheater im deutschsprachigen Raum“
- 2000: Großer Preis der Freunde der italienischen Oper, Frankfurt
- 2001: The Girl from Ipanema – the Chinese Version erhielt beim european media art festival den Preis der Deutschen Filmkritik als bester Experimentalfilm des Jahres
- 2001 „Weiterstädter Filmhirsch“, 2001
- 2004: Preis für Sounddesign, Schmalfilmtage in Dresden, 2004, für den Film Moskau, Regie: Reinhard Westendorf
- 2004: Theater-Oscar, Städtische Bühnen Osnabrück, für Shakespeares' Was Ihr Wollt
- 2012: Osnabrücker Original, Auszeichnung in der Kategorie „Menschen“